# Grandview (Missouri)
Grandview is een plaats (city) in de Amerikaanse staat Missouri, en valt bestuurlijk gezien onder Jackson County.

## Demografie
Bij de volkstelling in 2000 werd het aantal inwoners vastgesteld op 24.881.
In 2006 is het aantal inwoners door het United States Census Bureau geschat op 24.373, een daling van 508 (-2,0%).

## Geografie
Volgens het United States Census Bureau beslaat de plaats een oppervlakte van
38,5 km², waarvan 38,1 km² land en 0,4 km² water. Grandview ligt op ongeveer 272 m boven zeeniveau.

## Plaatsen in de nabije omgeving
De onderstaande figuur toont nabijgelegen plaatsen in een straal van 16 km rond Grandview.